# Associazione Calcio Giacomense 2010-2011
Questa voce raccoglie le informazioni riguardanti l'Associazione Calcio Giacomense nelle competizioni ufficiali della stagione 2010-2011.

## Rosa
| N. |                   | Ruolo | Calciatore           |
| -- | ----------------- | ----- | -------------------- |
| -  | Italia (bandiera) | P     | Matteo Amico         |
| -  | Italia (bandiera) | D     | Massimiliano Barbone |
| -  | Italia (bandiera) | D     | Francesco Benini     |
| -  | Italia (bandiera) | C     | Fabio Bravo          |
| -  | Italia (bandiera) | C     | Simone Caciagli      |
| -  | Italia (bandiera) | D     | Luigi Castaldo       |
| -  | Italia (bandiera) | C     | Mattia Cherubini     |
| -  | Italia (bandiera) | C     | Federico Del Colle   |
| -  | Italia (bandiera) | D     | Manuel Ferrani       |
| -  | Italia (bandiera) | P     | Andrea Gasparri      |
| -  | Italia (bandiera) | C     | Mirco Lodi           |
| -  | Italia (bandiera) | C     | Paolo Minardi        |
| -  | Italia (bandiera) | C     | Riccardo Paganelli   |

| N. |                   | Ruolo | Calciatore        |
| -- | ----------------- | ----- | ----------------- |
| -  | Italia (bandiera) | A     | Andrea Peron      |
| -  | Italia (bandiera) | D     | Luca Piscopo      |
| -  | Italia (bandiera) | P     | Giacomo Poluzzi   |
| -  | Italia (bandiera) | A     | Gabriele Ricci    |
| -  | Italia (bandiera) | C     | Matteo Rossi      |
| -  | Italia (bandiera) | A     | Antonio Russo     |
| -  | Italia (bandiera) | A     | Jacopo Sbravati   |
| -  | Italia (bandiera) | C     | Riccardo Scaioli  |
| -  | Italia (bandiera) | D     | Alex Sirri        |
| -  | Italia (bandiera) | A     | Andrea Staffolani |
| -  | Italia (bandiera) | C     | Filippo Tanaglia  |
| -  | Italia (bandiera) | C     | Davide Vagnati    |
| -  | Italia (bandiera) | C     | Michele Valentini |